# Kefar Yona
Kefar Yona (hebreiska: כפר יונה) är en ort i Israel.   Den ligger i distriktet Centrala distriktet, i den norra delen av landet. Kefar Yona ligger 59 meter över havet och antalet invånare är 13 320.
Terrängen runt Kefar Yona är platt. Runt Kefar Yona är det mycket tätbefolkat, med 1 135 invånare per kvadratkilometer. Närmaste större samhälle är Netanya, 7,3 km väster om Kefar Yona. Omgivningarna runt Kefar Yona är en mosaik av jordbruksmark och naturlig växtlighet.